# Црноречки округ
Црноречки округ је био административни округ Кнежевине Србије и Краљевине Србије.

## Одлике
Округ црноречки наименован је по својој прилици од Црног Тимока, који се и Црном Реком назива.
У округу је имало два среза, зајечарски и бољевачки, у првом је окружна варош (по пређашњој политичкој подели округа срезови се зваше вражогрначким и зајечарским; али највише решење од 7. маја 1860. измени стање тако да вражогрначки срез постаде зајечарским, а овај бољевачким).